# クロスメディア
クロスメディアとは、一つのコンテンツ・データを多用途として、複数メディアへ出力する手法をさす。

## 概説
メディアの特性に合わせて、色空間、文字量、（動画など）扱うデータ種別を変える必要がある。「移動中は携帯電話、自宅ではパソコン」など、一人の利用者が異なるメディアへ横断するときの利便性を高めた仕組みが実装されることもある。これによって、紙メディアなど一つのメディアで不足している面を別のメディアで補う橋渡しをすることができる。
技術的には、紙メディア（出版物）/パソコン/携帯電話/CD-ROM/DVDなど、メディアごとに、色空間/文字量/音声などのメディア要素/出力フォーマットなどの違いなどがあり、これらを扱うためにコンテンツ管理システム (CMS) もよく使われる。システムや作業が複雑になる場合もある。
クロスメディア(cross-media)は和製英語ではなく、諸外国でも使われている最近の用語である。日本では、特に、携帯電話でのインターネットアクセスが高度化しており、それに伴って、高度なクロスメディア手法が育ってきつつある。
クロスメディアは「ひとつのコンテンツ・データを多用途として、複数メディアへ出力する手法をさす」ことから、ワンソースマルチユースの「ひとつのデータを再利用することによって制作効率を高める手法」と混乱されやすい。ワンソースマルチユースは制作効率の向上が目的なのに対して、クロスメディアは利用者がメディアを横断するための利便性向上が目的である。
システム的には、ワンソースマルチユースの手法を複数メディアへ拡大したものが、クロスメディア手法の一般的なものになっていると位置づけられる。
より進んだクロスメディア手法とは、ワンソースマルチユースのシステム手法を用いた上に、利用者が異なるメディアへ横断する橋渡しの機能も実装したもの。例えば、「パソコンで調べた地図を移動中に携帯でみる。パソコンで調べた地図を印刷した後、コメントを書き込むためにQRコードで携帯の該当ページへ移動してコメント入力できる」など、インタラクティビティを活用して、単一メディアでできない付加価値を与えることである。
「広告にURLやQRコードを印刷して、ウェブサイトのトップページを知らせる」などは「他のメディアの案内」をするクロスメディアであるが、手法としては初歩であり、トップページではなく、コンテンツページ間を他のメディアへ横断して、利用者の利便性向上や付加価値の追加をすることがクロスメディアの目指すところである。

## メディアミックス
商品の広告などを、複数のメディアへ展開して消費者への露出を高める手法。商品連動企画などもある。システム的に一つのコンテンツ・データを共有・再利用することは関係なく広告におけるメディア展開の手法としての色が濃い。
商品が出版物である場合、広告としてのメディアミックスと、コンテンツそのものをクロスメディアする二つが同時進行することも多くなってきた。

## ワンソースマルチユース
ワンソースマルチユースは制作効率の向上をメインとしており、ひとつのデータを再利用することによって制作効率を高める手法をさす。出力先は単一メディアであっても成り立つ。
たとえば、カタログなど毎号同じデータを再利用するようなケースなどがあげられる。

## マルチメディア
新聞・出版などの活字メディア(紙メディア）、ラジオなどの音声メディア、テレビなどの映像メディア、これら代表されるデータ構成要素を複合的に組み込んだ出力メディア。利用者が受け取るメディアとして、含まれるデータ要素からみた用語。
近年ではインターネットを用いたPCや移動端末向けに作成されるものが一般的で、文字と写真に、さらに、音声もしくは動画を追加したものをいうことが多い。

## データベースパブリッシング
データベースパブリッシングは、リレーショナルDBなどのデータベースを用いてコンテンツを管理し、出版データを生成するシステムをいう。単一メディアへの再利用が中心であれば、ワンソースマルチユース手法を構成するシステム要素になるし、複数メディアへの多用途利用ができるのであれば、クロスメディア手法を構成するシステム要素ともいえる。